# Hyloxalus vertebralis
Hyloxalus vertebralis är en groddjursart som först beskrevs av George Albert Boulenger 1899.  Hyloxalus vertebralis ingår i släktet Hyloxalus och familjen pilgiftsgrodor. IUCN kategoriserar arten globalt som akut hotad. Inga underarter finns listade i Catalogue of Life.